# Mariano Hood
Mariano Hood (Buenos Aires, 14 augustus 1973) is een voormalig Argentijns tennisser die tussen 1993 en 2009 actief was in het professionele tenniscircuit. 
Mariano Hood is vooral bekend als gravelspecialist in het dubbelspel,hij heeft in zijn carrière dertien ATP-dubbeltoernooien op zijn naam geschreven en stond daarnaast nog in dertien finales. 
Hood werd in 2006 voor één jaar geschorst door de ITF nadat hij een tijdens een dopingcontrole op Roland Garros werd betrapt op het gebruik van finasteride.

## Palmares
| Legenda                       | Legenda               |
| ----------------------------- | --------------------- |
| Grand Slam                    |                       |
| Olympische Spelen             |                       |
| tot 2009                      | vanaf 2009            |
| Tennis Masters Cup            | ATP Finals            |
| ATP Masters Series            | ATP Tour Masters 1000 |
| ATP International Series Gold | ATP Tour 500          |
| ATP International Series      | ATP Tour 250          |

### Dubbelspel
| Nr.                              | Datum             | Toernooi             | Ondergrond | Partner                | Tegenstanders in finale                | Score                  | Details |
| -------------------------------- | ----------------- | -------------------- | ---------- | ---------------------- | -------------------------------------- | ---------------------- | ------- |
| Gewonnen finales herendubbel     |                   |                      |            |                        |                                        |                        |         |
| 1.                               | 15 november 1998  | ATP Santiago         | Gravel     | Sebastián Prieto       | Massimo Bertolini Devin Bowen          | 7-6(3), 6-7(5), 7-6(4) | Details |
| 2.                               | 15 augustus 1999  | ATP San Marino       | Gravel     | Lucas Arnold Ker       | Petr Pála Pavel Vízner                 | 6-3, 6-2               | Details |
| 3.                               | 10 oktober 1999   | ATP Palermo (1)      | Gravel     | Sebastián Prieto       | Lan Bale Alberto Martín                | 6-3, 6-1               | Details |
| 4.                               | 4 februari 2001   | ATP Bogotá           | Gravel     | Sebastián Prieto       | Martín Rodríguez André Sá              | 6–2, 6–4               | Details |
| 5.                               | 16 februari 2003  | ATP Viña del Mar     | Gravel     | Agustín Calleri        | František Čermák Leoš Friedl           | 6–3, 1–6, 6–4          | Details |
| 6.                               | 23 februari 2003  | ATP Buenos Aires (1) | Gravel     | Sebastián Prieto       | Lucas Arnold Ker David Nalbandian      | 6-2 6-2                | Details |
| 7.                               | 4 mei 2003        | ATP Valencia         | Gravel     | Lucas Arnold Ker       | Brian MacPhie Nenad Zimonjić           | 6–1, 6–7(7), 6–4       | Details |
| 8.                               | 28 september 2003 | ATP Palermo (2)      | Gravel     | Lucas Arnold Ker       | František Čermák Leoš Friedl           | 7–6(6), 6–7(3), 6–3    | Details |
| 9.                               | 22 februari 2004  | ATP Buenos Aires (2) | Gravel     | Lucas Arnold Ker       | Federico Browne Diego Veronelli        | 7–5, 6–7(2), 6–4       | Details |
| 10.                              | 23 mei 2004       | ATP St. Pölten       | Gravel     | Petr Pála              | Tomáš Cibulec Leoš Friedl              | 3-6 7-5 6-4            | Details |
| 11.                              | 19 september 2004 | ATP Boekarest        | Gravel     | Lucas Arnold Ker       | José Acasuso Óscar Hernández           | 7–6(5), 6–1            | Details |
| 12.                              | 3 oktober 2004    | ATP Palermo (3)      | Gravel     | Lucas Arnold Ker       | Gastón Etlis Martín Rodríguez          | 7–5, 6–2               | Details |
| 13.                              | 2 oktober 2005    | ATP Palermo (4)      | Gravel     | Martín García          | Mariusz Fyrstenberg Marcin Matkowski   | 6-2, 6-3               | Details |
| Verloren finales herendubbel     |                   |                      |            |                        |                                        |                        |         |
| 1.                               | 11 augustus 1996  | ATP San Marino (1)   | Gravel     | Sebastián Prieto       | Pablo Albano Lucas Arnold Ker          | 1-6 3-6                | Details |
| 2.                               | 16 augustus 1998  | ATP San Marino (2)   | Gravel     | Sebastián Prieto       | Jiří Novák David Rikl                  | 4-6 6-7(6)             | Details |
| 3.                               | 17 september 2000 | ATP Boekarest        | Gravel     | Devin Bowen            | Alberto Martín Eyal Ran                | 6-7(4) 1-6             | Details |
| 4.                               | 18 februari 2001  | ATP Viña del Mar     | Gravel     | Sebastián Prieto       | Lucas Arnold Ker Tomás Carbonell       | 4-6 6-2 3-6            | Details |
| 5.                               | 25 februari 2001  | ATP Buenos Aires     | Gravel     | Sebastián Prieto       | Lucas Arnold Ker Tomás Carbonell       | 7-5 5-7 6-7(5)         | Details |
| 6.                               | 13 april 2003     | ATP Estoril          | Gravel     | Lucas Arnold Ker       | Mahesh Bhupathi Maks Mirni             | 1-6, 2-6               | Details |
| 7.                               | 13 juli 2003      | ATP Båstad           | Gravel     | Lucas Arnold Ker       | Simon Aspelin Massimo Bertolini        | 7-6(3), 0-6, 4-6       | Details |
| 8.                               | 26 oktober 2003   | ATP Bazel (1)        | Tapijt (i) | Lucas Arnold Ker       | Mark Knowles Daniel Nestor             | 4-6, 2-6               | Details |
| 9.                               | 2 mei 2004        | ATP Barcelona        | Gravel     | Sebastián Prieto       | Mark Knowles Daniel Nestor             | 6-4 3-6 4-6            | Details |
| 10.                              | 31 oktober 2004   | ATP Bazel (2)        | Tapijt (i) | Lucas Arnold Ker       | Bob Bryan Mike Bryan                   | 6-7(11), 2-6           | Details |
| 11.                              | 10 april 2005     | ATP Valencia         | Gravel     | Lucas Arnold Ker       | Fernando González Martín Rodríguez     | 4-6, 4-6               | Details |
| 12.                              | 22 mei 2005       | ATP St. Pölten       | Gravel     | Martin Damm            | Lucas Arnold Ker Paul Hanley           | 3-6 4-6                | Details |
| 13.                              | 24 juli 2005      | ATP Stuttgart        | Gravel     | Tommy Robredo          | José Acasuso Sebastián Prieto          | 6-7(4) 3-6             | Details |
| Gewonnen challengers herendubbel |                   |                      |            |                        |                                        |                        |         |
| 1.                               | 3 augustus 1997   | Meran                | Gravel     | Sebastián Prieto       | Cristian Brandi Filippo Messori        | 6-1, 4-6, 7-6          |         |
| 2.                               | 7 september 1997  | Santa Cruz           | Gravel     | Sebastián Prieto       | Egberto Caldas Adriano Ferreira        | Walk-over              |         |
| 3.                               | 12 oktober 1997   | Lima                 | Gravel     | Sebastián Prieto       | Kris Goossens Jimy Szymanski           | 6-2, 6-1               |         |
| 4.                               | 14 december 1997  | Santiago (1)         | Gravel     | Sebastián Prieto       | Diego del Rio Mariano Puerta           | 7-5, 6-1               |         |
| 5.                               | 19 april 1998     | Nice                 | Gravel     | Devin Bowen            | Mariano Puerta André Sá                | 7-5, 3-6, 6-4          |         |
| 6.                               | 14 maart 1999     | Salinas              | Hardcourt  | Sebastián Prieto       | Lucas Arnold Ker Daniel Orsanic        | 6-2, 7-6               |         |
| 7.                               | 13 juni 1999      | Maia                 | Gravel     | Sebastián Prieto       | Emanuel Couto Bernardo Mota            | 6-2, 6-0               |         |
| 8.                               | 29 oktober 2000   | São Paulo-2          | Gravel     | Sebastián Prieto       | Tomas Behrend Germán Puentes           | 6-3, 7-6(6)            |         |
| 9.                               | 12 mei 2002       | Ljubljana (1)        | Gravel     | Edgardo Massa          | Luis Horna Sebastián Prieto            | 7-5, 6-1               |         |
| 10.                              | 23 juni 2002      | Braunschweig         | Gravel     | Luis Horna             | František Čermák Petr Luxa             | 3-6, 6-3, 6-1          |         |
| 11.                              | 6 oktober 2002    | Sevilla              | Gravel     | Luis Horna             | Álex López Morón Albert Portas         | 4-6, 6-1, 6-4          |         |
| 12.                              | 13 oktober 2002   | Barcelona            | Gravel     | Emilio Benfele Álvarez | Karsten Braasch Peter Nyborg           | 7-5, 6-3               |         |
| 13.                              | 3 november 2002   | São Paulo-3          | Gravel     | Sebastián Prieto       | Luis Horna Sergio Roitman              | 6-3, 6-4               |         |
| 14.                              | 18 mei 2003       | Zagreb               | Gravel     | Lucas Arnold Ker       | Simon Aspelin Todd Perry               | 6-1, 6-3               |         |
| 15.                              | 6 juli 2003       | Košice-2             | Gravel     | Lucas Arnold Ker       | Salvador Navarro Rubén Ramírez Hidalgo | 2-1, opgave            |         |
| 16.                              | 26 september 2004 | Szczecin             | Gravel     | Lucas Arnold Ker       | Óscar Hernández Alberto Martín         | 6-0, 6-4               |         |
| 17.                              | 2 maart 2008      | Santiago (2)         | Gravel     | Eduardo Schwank        | Brian Dabul Jean-Julien Rojer          | 6-3, 6-3               |         |
| 18.                              | 20 april 2008     | Chiasso              | Gravel     | Alberto Martín         | Fabio Colangelo Marco Crugnola         | 4-6, 7-6(4), [11-9]    |         |
| 19.                              | 11 mei 2008       | Rabat                | Gravel     | Guillermo García López | Marc Fornell-Mestres Caio Zampieri     | 6-3, 6-2               |         |
| 20.                              | 7 september 2008  | Como                 | Gravel     | Alberto Martín         | Guillermo Hormazabal Antonio Veić      | 6-1, 6-4               |         |
| 21.                              | 14 september 2008 | Ljubljana (2)        | Gravel     | Juan Pablo Brzezicki   | Rameez Junaid Philipp Marx             | 7-5, 7-6(4)            |         |

## Prestatietabel
| Legenda | Legenda                          |
| ------- | -------------------------------- |
| g.t.    | geen toernooi gehouden           |
| l.c.    | lagere categorie                 |
| –       | niet deelgenomen                 |
| G       | uitgeschakeld in de groepsfase   |
| 1R      | uitgeschakeld in de eerste ronde |
| 2R      | uitgeschakeld in de tweede ronde |
| 3R      | uitgeschakeld in de derde ronde  |
| 4R      | uitgeschakeld in de vierde ronde |
| KF      | uitgeschakeld in de kwartfinale  |
| HF      | uitgeschakeld in de halve finale |
| F       | de finale verloren               |
| W       | het toernooi gewonnen            |
| w-v     | winst/verlies-balans             |

### Prestatietabel grand slam, enkelspel
| Toernooi        |
| --------------- |
| Australian Open |
| Roland Garros   |
| Wimbledon       |
| US Open         |

### Prestatietabel grand slam, dubbelspel
| Toernooi        | 1998 | 1999 | 2000 | 2001 | 2002 | 2003 | 2004 | 2005 | 2009 |
| --------------- | ---- | ---- | ---- | ---- | ---- | ---- | ---- | ---- | ---- |
| Australian Open | –    | 1R   | 1R   | 1R   | 2R   | 1R   | 1R   | 2R   | 1R   |
| Roland Garros   | 3R   | 3R   | 1R   | 1R   | 3R   | KF   | 2R   | KF   | –    |
| Wimbledon       | 1R   | 1R   | 1R   | 1R   | 1R   | 1R   | 2R   | 2R   | –    |
| US Open         | 1R   | 2R   | 2R   | 1R   | 1R   | 3R   | 2R   | 1R   | –    |